# Diplolepis spinosissimae
Diplolepis spinosissimae är en stekelart som först beskrevs av Giraud 1859.  Diplolepis spinosissimae ingår i släktet Diplolepis, och familjen gallsteklar. Arten är reproducerande i Sverige.